# Dwoje ludzieńków (singel)
Dwoje ludzieńków – singel polskich piosenkarzy Sanah i Sobla. Utwór pochodzi z szóstego albumu studyjnego Sanah o tym samym tytule. Singel został wydany 3 kwietnia 2025.

## Geneza utworu i historia wydania
Utwór skomponowali Zuzanna Grabowska i Thomas Martin Leithead-Docherty, który również odpowiada za produkcję utworu. Tekst piosenki stanowi wiersz Bolesława Leśmiana o tym samym tytule.
Singel ukazał się w formacie digital download 3 kwietnia 2025 w Polsce za pośrednictwem wytwórni płytowej Magic Records w dystrybucji Universal Music Polska. Piosenka została umieszczona na szóstym albumie studyjnym Sanah – Dwoje ludzieńków.
Piosenka powstała na podstawie wiersza Bolesława Leśmiana pt. „Dwoje ludzieńków” (drugi zbiór wierszy Łąka).

## Teledysk
Do utworu powstał teledysk w reżyserii Alana Kępskiego, który udostępniono w dniu premiery singla za pośrednictwem serwisu YouTube.

## Lista utworów
- Digital download[3]

1. „Dwoje ludzieńków” – 4:21

## Notowania

### Pozycje na listach sprzedaży
| Kraj   | Lista (2025)             | Najwyższa pozycja |
| ------ | ------------------------ | ----------------- |
| Polska | Billboard Poland Songs   | 4                 |
| Polska | OLiS – single w streamie | 3                 |